# Prosti broj
Prosti brojevi su svi prirodni brojevi veći od 1 koji su djeljivi samo s 1 i sa samim sobom. Prirodni brojevi veći od 1 koji nisu prosti nazivaju se složenim brojevima. Za par cijelih brojeva koji nemaju zajedničkih djelitelja, osim broja 1, kažemo da su relativno (uzajamno) prosti.

## Osnovni teoremi vezani uz strukturu prostih brojeva

### Euklidov teorem
Ovdje ćemo metodom kontradikcije dokazati Euklidov teorem koji kaže da prostih brojeva ima beskonačno mnogo.:9 Pretpostavimo da je {\displaystyle P} konačan skup svih prostih brojeva, 
{\displaystyle P=\{p_{1},p_{2},\dots ,p_{n}\}}
i promotrimo broj 
{\displaystyle N=p_{1}\cdot p_{2}\cdot ...\cdot p_{n}+1.}
Očito je ostatak pri dijeljenju ovog broja svakim od prostih brojeva iz  {\displaystyle P} jednak jedan, 
{\displaystyle N\equiv 1{\pmod {p_{i}}},\forall i=\{1,2,...,n\}}
pa {\displaystyle N} nije djeljiv ni s jednim od njih. No prema Osnovnom stavku aritmetike svaki bi se broj morao moći zapisati kao umnožak konačno mnogo prostih brojeva, a za ovakav {\displaystyle N} to ne može biti nijedan broj iz skupa {\displaystyle P}. Očito postoje prosti brojevi izvan tog skupa, čime se početna tvrdnja dovodi u kontradikciju.

### Prostih brojeva oblika4n+3{\displaystyle 4n+3}ima beskonačno mnogo
Dokažimo sada da prostih brojeva oblika {\displaystyle 4n+3} ima beskonačno mnogo.:9 
Prije svega, jasno je da neparni prosti brojevi mogu isključivo biti u obliku {\displaystyle 4n+1} ili {\displaystyle 4n+3.} Uočimo da vrijedi {\displaystyle (4s+1)(4t+1)=4(4st+s+t)+1,} tj. umnožak dva prosta broja oblika {\displaystyle 4n+1} je i sam tog oblika.
Pretpostavimo da je {\displaystyle S=\{p_{1},p_{2},...,p_{n}\}} skup svih prostih brojeva oblika {\displaystyle 4n+3.}
Konstruirajmo sada neparni broj {\displaystyle m=4p_{1}p_{2}\cdot ...\cdot p_{n}-1.} Očito {\displaystyle m} daje ostatak 3 pri dijeljenju s 4 pa barem jedan njegov prosti faktor nije u obliku {\displaystyle 4n+1,} odnosno barem je jedan faktor u obliku {\displaystyle 4n+3.} Jasno je da niti jedan od {\displaystyle p_{1},p_{2},...,p_{n}} ne dijeli {\displaystyle m} jer očito {\displaystyle m} daje ostatak {\displaystyle -1,} tj. {\displaystyle p_{i}-1,} pri dijeljenju s {\displaystyle p_{i},i=\{1,2,...,n\}.} To znači da postoji još barem jedan prosti broj oblika {\displaystyle 4n+3} izvan {\displaystyle S,} kontradikcija.

### Razmak između prostih brojeva
Važno svojstvo prostih brojeva je da ne postoji najveći razmak između dva prosta broja. To je zbog toga što postoji proizvoljno velik skup uzastopnih složenih brojeva između svaka dva prosta broja. Takav skup je primjerice 
{\displaystyle S=\{n!+2,n!+3,...,n!+n:n\in \mathbb {N} \},n>1.}
Ovo vrijedi jer je svaki broj {\displaystyle n!+2,...,n!+n} redom djeljiv s 2, 3, ..., n pa su brojevi složeni.  
Ipak, jasno je da ovo ne dokazuje da postoji beskonačno mnogo parova prostih brojeva {\displaystyle p_{1},p_{2}} koji su udaljeni za točno {\displaystyle k.}  Tome svjedoči tzv. hipoteza o prostim brojevima blizancima koja kaže da postoji beskonačno mnogo prostih brojeva koji su udaljeni za točno 2, no ta hipoteza do danas nije dokazana. Isto tako, nije dokazano da postoji beskonačno mnogo parova prostih brojeva čija je razlika jednaka {\displaystyle k}. Primijetimo da je ova tvrdnja izravna posljedica toga da hipoteza o prostim brojevima blizancima nije dokazana.
Uz to, nije dokazano ni da za svaki {\displaystyle k\in \mathbb {N} } možemo naći neka dva prosta broja {\displaystyle p_{1}<p_{2}} takva da je {\displaystyle p_{2}-p_{1}=k}.

## Uloga prostih brojeva
Prosti brojevi služe pri faktorizaciji, odnosno rastavljanju složenih brojeva na proste ili prim-faktore.
Svaki se složeni broj može na jedinstven način rastaviti na nekoliko prim-faktora, a ako je broj {\displaystyle p} prost tada je jedina takva faktorizacija očito {\displaystyle p=p\cdot 1}.
```
  125|5      34|2
   25|5      17|17
    5|5       1 
    1
  
  125=5*5*5   34=2*17
```

## Neka pravila djeljivosti
Ako je broj paran (zadnja znamenka mu je 2, 4, 6, 8 ili 0) onda je djeljiv s prostim brojem 2.
Ako broj završava znamenkama 5 ili 0 onda je djeljiv s prostim brojem 5.
Ako mu je zbroj znamenaka djeljiv s 3, onda je taj broj djeljiv s 3. 
Ako mu je dvoznamenkasti završetak djeljiv s brojem 4, onda je taj broj djeljiv s 4.
Ova pravila možemo međusobno kombinirati. Na primjer, ako je broj djeljiv i s 2 i s 3, onda je taj broj zacijelo djeljiv i s brojem 6.
Ako je troznamenkasti broj djeljiv s 8, onda je taj broj djeljiv s 8, 
Ako je zbroj znamenaka nekog broja djeljiv s 9, onda je taj broj djeljiv s 9.
Vrijede dakako i obrati svih navedenih tvrdnji.

## Zanimljivosti
Poznata je rečenica velikog švicarskog matematičara Leonharda Eulera vezana uz proste brojeve:
Matematičari su uzalud do danas pokušavali otkriti pravilnost u slijedu prostih brojeva, a mi imamo razloga vjerovati da je to tajna u koju ljudski um nikada neće prodrijeti.

## Vanjske poveznice
- Primbrojevi na mrežnom izdanju Hrvatske enciklopedije